# Chlenias melanoxysta
Chlenias melanoxysta är en fjärilsart som beskrevs av Edward Meyrick 1892. Chlenias melanoxysta ingår i släktet Chlenias och familjen mätare. Inga underarter finns listade i Catalogue of Life.